# ویلیام وارتن (نویسنده)
ویلیام وارتن (ویلیام وارتون) (۷ نوامبر ۱۹۲۵ تا ۲۹ اکتبر ۲۰۰۸) نویسندهٔ زادهٔ آمریکا بود که بیشتر به خاطر سه رمانش شهرت دارد: پرنده‌باز، نیمه‌شبی آرام و به نام پدر به نام زندگی. هر سهٔ این رمان‌ها به فیلم‌های سینمایی موفقی نیز اقتباس شده‌است.

## زندگی‌نامه
وارتن در فیلادلفیا، پنسیلوانیا، در «خانواده‌ای فقیر، زحمتکش و کاتولیک‌مذهب» به دنیا آمد. در جنگ جهانی دوم در واحد مهندسی ارتش آمریکا خدمت کرد. سپس او را به واحد پیاده‌نظام منتقل کردند و در نبرد آردنن به شدت مجروح شد. خاطرات او از جنگ شامل شرحی است از نقشی که در کشتن اسیران آلمانی داشت. «گرچه مدت زیادی در جنگ نبودم، اما همان هم ترومایی جان‌گداز بود. می‌ترسیدم، بیچاره بودم و البته اعتمادم را به انسان‌ها به‌خصوص خودم از دست داده بودم». " پس از معافی از خدمت، به دانشگاه کالیفرنیا رفت و مدرک کارشناسی هنر و دکترای روانشناسی گرفت.
اولین رمانش، پرنده‌باز، در سال ۱۹۷۸ منتشر شد، یعنی زمانی که بیش از پنجاه سال سن داشت. پرنده‌باز هم نزد منتقدین و هم مخاطبان با اقبال زیادی روبه‌رو شد و جایزهٔ ملی کتاب آمریکا را در ردهٔ اولین رمان گرفت. آلن پارکر فیلمی از روی این رمان ساخت که نیکلاس کیج و متیو موداین در آن بازی می‌کنند. پس از انتشار پرنده‌باز و تا اوایل دههٔ ۱۹۹۰، وارتن چند رمان منتشر کرد که برجسته‌ترینشان نیمه‌شبی آرام و به نام پدر، به نام زندگی بودند. فیلم‌هایی بر اساس این دو رمان هم ساخته شد. جک لمون و ایثن هاک در فیلم پدر (۱۹۸۹) بازی کردند. ایثن هاک در فیلم نیمه‌شبی آرام (۱۹۹۲) نیز نقش‌آفرینی کرد.
وارتن در ۲۹ اکتبر ۲۰۰۸ در بیمارستان انسینیتاس در کالیفرنیا درگذشت.

## آثار
- پرنده‌باز Birdy (1978)
- به نام پدر به نام زندگی Dad (1981)
- نیمه‌شبی آرام A Midnight Clear (1982)
- اسکامبلر Scumbler (1984)
- غرور Pride (1985)
- بشارت‌ها Tidings (1987)
- فرانکی فربو Franky Furbo (1989)
- آخرین دلدادگان Last Lovers (1991)
- مرگ‌های نابجا (خاطرات) (۱۹۹۴)
- قایق مسکونی در رودخانهٔ سن (خاطرات) (۱۹۹۶)

## آثار منتشرشده از وی به فارسی
بنا به اطلاعات کتابخانهٔ ملی، تا کنون سه اثر از ویلیام وارتن به فارسی ترجمه شده که یا منتشر شده‌اند یا در آستانهٔ انتشار هستند.
- پرنده‌باز Birdy (ترجمهٔ سحر سلطانی)
- نیمه‌شبی آرام A Midnight Clear (ترجمهٔ علیرضا شفیعی‌نسب)
- به نام پدر به نام زندگی Dad (ترجمهٔ علیرضا شفیعی‌نسب)